# Leptobasis candelaria
Leptobasis candelaria är en trollsländeart som beskrevs av Alayo 1968. Leptobasis candelaria ingår i släktet Leptobasis och familjen dammflicksländor. IUCN kategoriserar arten globalt som livskraftig. Inga underarter finns listade i Catalogue of Life.